# Svatý Jeroným (Caravaggio)
Autorem obrazu Svatý Jeroným je významný raně barokní římský malíř Caravaggio. Obraz byl namalován technikou olejomalby na plátně zřejmě roku 1607 nebo 1608. Nachází se v boční kapli katedrály ve Vallettě.
Na plátně je svatý Jeroným zobrazen jako poustevník. K tomu poukazují i lebka a kříž, tradiční Jeronýmovy atributy. Kniha, do níž světec píše, symbolizuje Jeronýmovu příslušnost mezi čtyři západní církevní otce a také to, že je překladatelem Bible do latiny. Rudé roucho a na zdi pověšený kardinálský klobouk poukazují na jeho kardinálskou hodnost. Plátno je dobrou ukázkou barokní ikonografie tohoto světce.
V pravém dolním rohu se nachází erb neapolského převora řádu svatého Jana, Ippolita Malaspiny. Malaspina byl příbuzný a přítel několika Caravaggiových mecenášů. Dokonce je dosti pravděpodobné, že tento převor byl modelem pro světcovu postavu, proto byl tento obraz pro autora důležitý. Po jeho smrti byla malba umístěna v kapli Národa italského v katedrále sv. Jana. Na místě visí kopie, originál je uložen na oratoři.